# Anton Ganz
Julius Anton Ganz (* 6. Februar 1899 in Kettershausen; † 25. Juli 1973 in Boos) war ein deutscher SS-Hauptsturmführer und Lagerführer des KZ Ebensee.

## Leben
Anton Ganz war Sohn des Landwirts und Schuhmachers Joachim Ganz und dessen Frau Rosina. Nach sieben Jahren Volksschule besuchte er drei Jahre lang die Fortbildungsschule in Kettershausen.
Im Juni 1917 wurde Ganz in die Armee eingezogen und erhielt in München eine militärische Ausbildung. Im Frühjahr 1918 kam er als Angehöriger des Königlich Bayerischen 16. Reserve-Infanterie-Regiments „List“ an die Westfront. Im August 1918 kam Ganz in Frankreich in britische Gefangenschaft. Nach der Entlassung aus der Kriegsgefangenschaft kehrte er 1919 in seinen Heimatsort zurück. Im Oktober 1921 trat Ganz in die württembergische Schutzpolizei ein, bei der er sich für 12 Jahre verpflichtete.
Zum 1. Oktober 1931 trat er der NSDAP (Mitgliedsnummer 672.421) und SA bei. Im April 1932 trat Ganz wieder aus der SA aus und schloss sich der SS (SS-Nr. 34.572) an. Im Jahr 1934 erhielt er schließlich eine Stelle in der Botenmeisterei der Stadt Stuttgart. In 1936 wurde er Hausmeister in einer Stuttgarter Schule. Ab 1934 fungierte er als Führer des Pionersturms der SS-Standarte. Im Jahre 1937 wechselte er als SS-Führer in die Stammabteilung Südwest. Im Januar 1940 wurde Ganz zur Waffen-SS eingezogen, er trat 15. Januar seinen Dienst im SS-Sonderlager Hinzert an. Unmittelbar nach Beginn des Westfeldzuges war er ab 15. Mai 1940 als Kommandoführer beim Ausbau der Riegelstellung im Raum Saarburg/Tier eingesetzt. Am 30. September wurde er wieder nach Hinzert zurückbeordert, wo ihm die Führung der 1. Wachkompanie übertragen wurde.

Am 9. Oktober 1942 wurde er in das KZ Mauthausen versetzt. Nach seiner Ankunft in Mauthausen fungierte Ganz kurzzeitig als Kompanieführer, wurde aber nach 14 Tagen vom Kommandanten Franz Ziereis zur Führung des dortigen Außenlagers nach Ternberg geschickt. Im Mai oder Juni 1943 wurde er nach Wiener Neustadt versetzt, wo er den Aufbau eines neuen Außenlagers kommandierte. Nach Auflösung des Lagers wurde er nach Mauthausen zurückversetzt, wo er als Kompanieführer etwa 130 volksdeutsche Rekruten ausbildete. Danach wurde Ganz als Lagerführer in das KZ Ebensee versetzt. Der ehemalige KZ-Häftling Drahomir Bárta erinnerte sich an Ganz ebenfalls als „brutaler Mörder und Sadist“:
„Im Lager ging er nur mit einer Peitsche, bei Begegnung von Häftlingen schlug er diese ohne Grund, ansonsten hat er sie geboxt.“
Nach dem Krieg tauchte er bei einem Bauern in Österreich unter. Im Jahr 1949 kehrte er nach Deutschland zurück. Noch im selben Jahr fand Ganz unter seinem richtigen Namen eine Anstellung bei einer Baufirma, bei der er bis zum Jahr 1963 tätig war. Im Jahr 1965 trat er in den Ruhestand. Im November 1967 wurde er in Untersuchungshaft genommen, kam jedoch nach sieben Monaten gegen eine Kaution von 20.000 Deutsche Mark wieder frei. Am 26. Oktober 1972 wurde der Prozess gegen ihn eröffnet. Am 15. November wurde er vom Landgericht Memmingen wegen Mordes in vier Fällen zu lebenslanger Freiheitsstrafe verurteilt. Aufgrund eines ärztlichen Attestes wurde er auf freien Fuß gesetzt. Im Juli 1973 starb er an Krebs.